# Habitatge al carrer Major de Sant Jaume, 9 (Tortosa)
L'Habitatge al carrer Major de Sant Jaume, 9 és una obra del municipi de Tortosa (Baix Ebre) inclosa en l'Inventari del Patrimoni Arquitectònic de Catalunya.

## Descripció
Es tracta d'una casa entre mitgeres amb façana bastant gran en compara amb les cases de la resta del barri. Consta de planta, entresòl, dos pisos i terrat. A la planta hi ha una porta d'accés als pisos i una per a la planta, a més d'una finestra petita a l'extrem oposat. A l'entresòl, dos balcons ampitadors situats a diferent alçada. A la part superior, una petita cornisa motllurada i la barana del terrat, correguda i feta d'obra. Interessa l'arrebossat del pisos -a nivell de planta és nou-. Aquest simula carreus treballats amb lleu encoixinat en els forjats; a la separació entresòl i primer pis i sota la cornisa amb franges esgrafiades, amb motius geomètrics seriats, a la primera i vegetals a la segona., Aquest darrer motiu apareix també en els emmarcaments de les finestres, pintats en vermell, mentre que a les franges ho fa en verd.

## Història
Està situada en el carrer major del barri que, junt amb el de Remolins, formava el barri jueu a l'edat mitjana. Aquests sectors foren tots reedificats a partir del s. XIX. L'estructura i característiques d'aquesta casa i algunes de veïnes confirma la teoria que en aquest barri hi havia els habitatges de les famílies més bones del barri en la transició del segle xix al XX.